# 안양예술고등학교
안양예술고등학교(安養藝術高等學校)는 대한민국 경기도 안양시 만안구 안양동에 위치한 사립 고등학교이다.

## 학교 연혁
- 1967년 3월 2일 : 안양영화예술학교 개교
- 1980년 7월 15일 : 안양영화예술고등학교 설립 기성회 조직
- 1981년 1월 10일 : 신축 본관교사(校舍) 기공
- 1981년 3월 1일 : 설립자 우호 연명흠 선생 이사장 취임
- 1982년 1월 14일 : 학교법인 연암(延岩)학원 인가
- 1982년 3월 1일 : 제1대 교장 강정희 선생 취임
- 1982년 12월 17일 : 안양영화예술고등학교 인가(연극영화과, 미술과)
- 1983년 7월 15일 : 신축 본관교사 준공
- 1985년 7월 15일 : 대강당 ‘경옥관‘ 준공 및 본관교사 증축
- 1986년 2월 12일 : 제1회 졸업식(236명 졸업)
- 1989년 10월 30일 : 학교식당 준공 (373m2)
- 2000년 3월 2일 : 안양예술고등학교로 학교명 변경
- 2000년 5월 25일 : 실습동 ‘우호관’ 준공
- 2009년 8월 20일 : 급식실 리모델링 및 증축
- 2009년 9월 21일 : 다목적관 ‘연암홀‘ 개관
- 2020년 5월 25일 : 이사장 최은희 선생 취임
- 2020년 10월 15일 : 연암도서관 개관
- 2021년 11월 29일 : 수암홀 개관
- 2023년 3월 1일 : 제9대 교장 황병숙 선생 취임
- 2024년 2월 6일 : 제38회 졸업식(305명 졸업) 총 13,376명 졸업

## 설치 학과
- 무용과
- 음악과
- 미술과
- 문예창작과
- 연극영화과

## 참고 자료
- 안양예술고등학교 - 한국교육학술정보원 학교알리미